# Cunaxa
Cunaxa är ett släkte av spindeldjur. Cunaxa ingår i familjen Cunaxidae.

## Dottertaxa tillCunaxa, i alfabetisk ordning[1]
- Cunaxa anomala
- Cunaxa bochkovi
- Cunaxa brevicrura
- Cunaxa breviscuta
- Cunaxa capreolus
- Cunaxa carina
- Cunaxa cogonae
- Cunaxa crista
- Cunaxa curassavica
- Cunaxa dentata
- Cunaxa doxa
- Cunaxa elaphus
- Cunaxa eupatoriae
- Cunaxa evansi
- Cunaxa gazella
- Cunaxa gordeevae
- Cunaxa grobleri
- Cunaxa guanotoleranta
- Cunaxa hermanni
- Cunaxa heterostriata
- Cunaxa jatoiensis
- Cunaxa lamberti
- Cunaxa luzonica
- Cunaxa maculata
- Cunaxa mageei
- Cunaxa magoebaensis
- Cunaxa meiringi
- Cunaxa mercedesae
- Cunaxa neogazella
- Cunaxa paludicola
- Cunaxa pantabanganensis
- Cunaxa papuliphora
- Cunaxa potchensis
- Cunaxa prinia
- Cunaxa romblonensis
- Cunaxa sagax
- Cunaxa setirostris
- Cunaxa sordwanaensis
- Cunaxa stabulicola
- Cunaxa sudakensis
- Cunaxa terrula
- Cunaxa thailandicus
- Cunaxa thessalica
- Cunaxa veracruzana
- Cunaxa violaphila
- Cunaxa womersleyi
- Cunaxa yaylensis